# Spoorlijn Regensburg - Ulm
De spoorlijn Regensburg - Ulm ook wel Donautalbahn genoemd is een Duitse spoorlijn als spoorlijn 5851 Regensburg – Ingolstadt, 5381 Ingolstadt – Neuoffingen en 5302 Neuoffingen - Ulm onder beheer van DB Netze.
Niet te verwarren met de Donautalbahn, spoorlijn tussen Ulm en Donaueschingen.

## Geschiedenis
De bouw van het deel tussen Regensburg en Ingolstadt werd om strategische reden op 29 april 1869 begonnen. Dit deel werd op 1 juli 1874 geopend.
Het deel tussen Ingolstadt en Donauwörth werd op geopend.
Het deel tussen Donauwörth en Neuofingen werd op geopend.
Tussen Neuofingen en Ulm maakt dit traject gebruik van de Maximiliansbahn.

## Treindiensten

### DB
De Deutsche Bahn verzorgt tot december 2010/2011 het personenvervoer op dit traject met RB treinen.

### BeNEX
BeNEX verzorgt het personenvervoer op dit traject met RE / RB treinen.
- Landhut – Regensburg – Inglostadt, vanaf december 2010 voor een periode van 12 jaar
- Inglostadt – Donauwürth – Ulm, vanaf december 2011

## Aansluitingen
In de volgende plaatsen was of is er een aansluiting van de volgende spoorwegmaatschappijen:

### Regensburg
- München - Regensburg spoorlijn tussen München en Regensburg
- Nürnberg - Regensburg spoorlijn tussen Nürnberg en Regensburg
- Regensburg - Passau spoorlijn tussen Regensburg en Passau
- Regensburg - Hof spoorlijn tussen Regensburg en Hof
- haven spoor Regensburg

### Inglostadt
- Paartalbahn, spoorlijn tussen Augsburg - Ingolstadt
- Spoorlijn Nürnberg - München, spoorlijn tussen Nürnberg en München
- Ingolstadt - Treuchtlingen, spoorlijn tussen Ingolstadt en Treuchtlingen
- Ingolstadt - Riedenburg, spoorlijn tussen Ingolstadt en Riedenburg

### Donauwörth
- Nürnberg - Augsburg spoorlijn tussen Nürnberg en Augsburg
- Riesbahn spoorlijn tussen Aalen en Donauwörth

### Dillingen (Donau)
- Aalen - Dillingen spoorlijn tussen Aalen en Dillingen

### Gundelfingen (Bay)
- Sontheim-Brenz -Gundelfingen spoorlijn tussen Sontheim-Brenz en Gundelfingen

### Neuofingen
- Maximiliansbahn spoorlijn tussen Ulm en München

### Ulm
- Südbahn spoorlijn tussen Ulm en Friedrichshafen Haven
- Illertalbahn spoorlijn tussen Ulm en Obersdorf
- Filstalbahn spoorlijn tussen Stuttgart en Ulm
- Donautalbahn spoorlijn tussen Ulm en Donaueschingen
- Maximiliansbahn spoorlijn tussen Ulm en München
- Brenzbahn spoorlijn tussen Ulm en Aalen

## Elektrische tractie
Het traject werd in 1933 geëlektrificeerd met een spanning van 15.000 volt 16 2/3 Hz wisselstroom.